# پروویدنس (شهرستان نوادا، کالیفرنیا)
پروویدنس (به انگلیسی: Providence) یک منطقهٔ مسکونی در ایالات متحده آمریکا است که در شهرستان نوادا، کالیفرنیا واقع شده‌است. پروویدنس ۷۰۷ متر بالاتر از سطح دریا واقع شده‌است.